# Мокободи
Мокобо̀ди (на полски: Mokobody) е село в Източна Полша, Мазовско войводство, Шедлешки окръг, в историческия район Подлясия. Административен център е на селската община Мокободи. Намира се на около 17 километра северозападно от Шедълце и на 77 километра източно от Варшава.
Има население от 1 732 души.